# Atomstubb
Atomstubb (Trimmatom nanus) är en fiskart som beskrevs av Richard Winterbottom och Emery, 1981. Atomstubb ingår i släktet Trimmatom och familjen smörbultsfiskar. Inga underarter finns listade.